# Vilém Tell (drama)
Vilém Tell (1804, Wilhelm Tell) je divadelní hra německého dramatika Friedricha Schillera o pěti dějstvích, ve které autor zpracoval pověst o švýcarském národním hrdinovi Vilémovi Tellovi. Jedná se o poslední dokončenou Schillerovu divadelní hru.. 

## Vznik a charakteristika hry

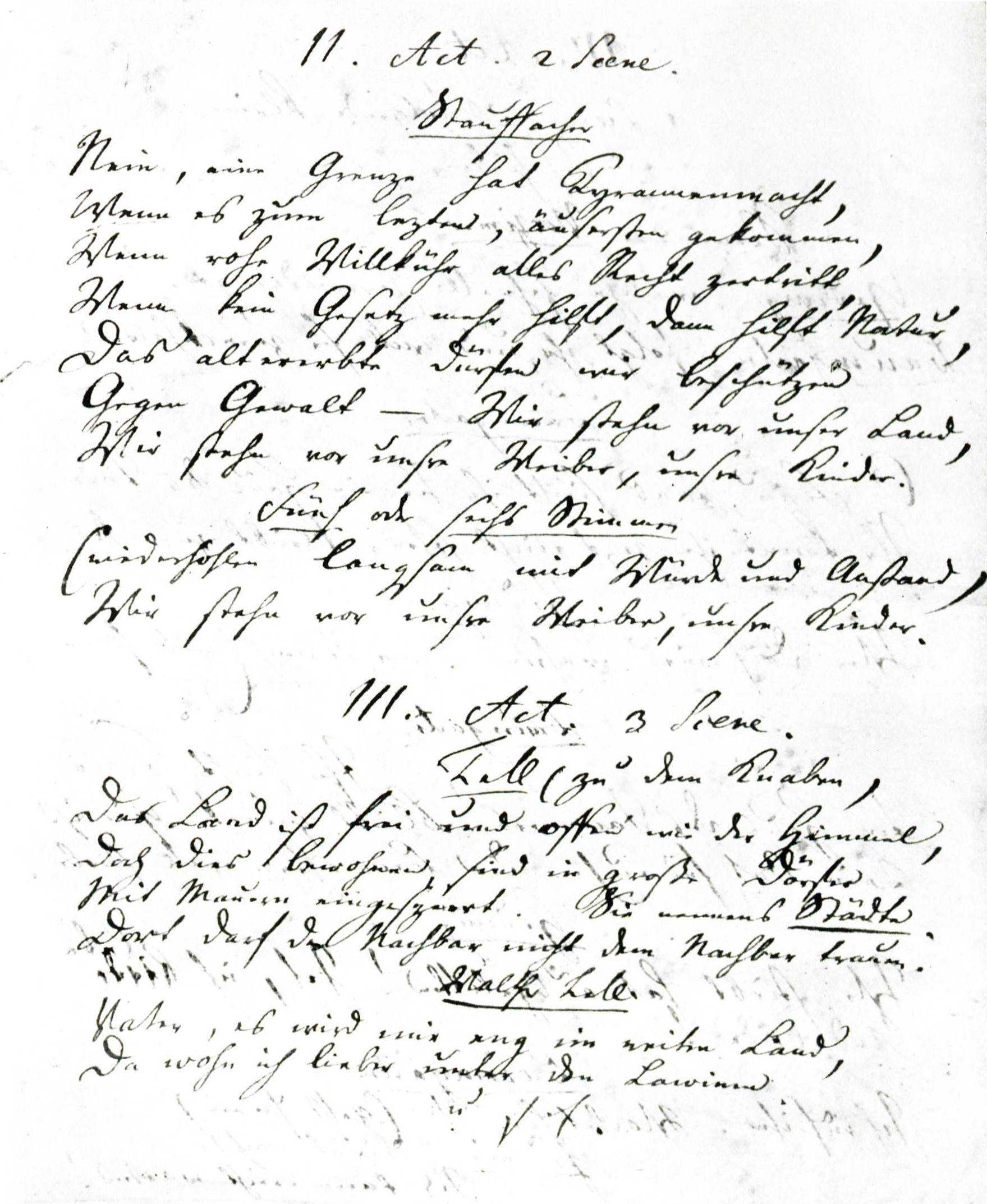
Schillerův rukopis hry

Ve Vilémovi Tellovi navázal Schiller na svou dramatickou linii historických her, kterou přerušil Nevěstou messinskou. Podnět k napsání hry získal pravděpodobně od Johanna Wolfganga Goetha, který Schillerovi vyprávěl o své cestě po Švýcarsku a sám chtěl původně napsat o Tellovi epickou báseň.
Hlavními historickými prameny se pro Schillera stala Švýcarská kronika (Chronicon Helveticum), kterou v letech 1550 až 1570 sepsal švýcarský historik Aegidius Tschudi, a Dějiny švýcarského spříseženstva (1780-1795, Geschichten der Schweizer Eidgenossenschaft) od Johannese von Müllera. Schiller se sice poměrně přesně držel pramenů, avšak samotná postava Viléma Tella i tzv. přísaha z Rütli (přísaha zástupců kantonů Uri, Schwyz a Unterwalden považovaná za založení Švýcarské konfederace) mají charakter švýcarského národního mýtu.
Práci na dramatu zahájil Schiller na jaře roku 1803, hru dokončil v polovině února roku 1804 a označil jí za činohru. 17. března tohoto roku byla hra uvedena ve Výmaru a 4. června v Berlíně. Její úspěch překonal všechna očekávání, v Berlíně musela být během osmi dnů uspořádána tři představení. Na podzim téhož roku vyšel Vilém Tell knižně a po roce se dočkal druhého vydání.

## Obsah hry

### Hlavní postavy

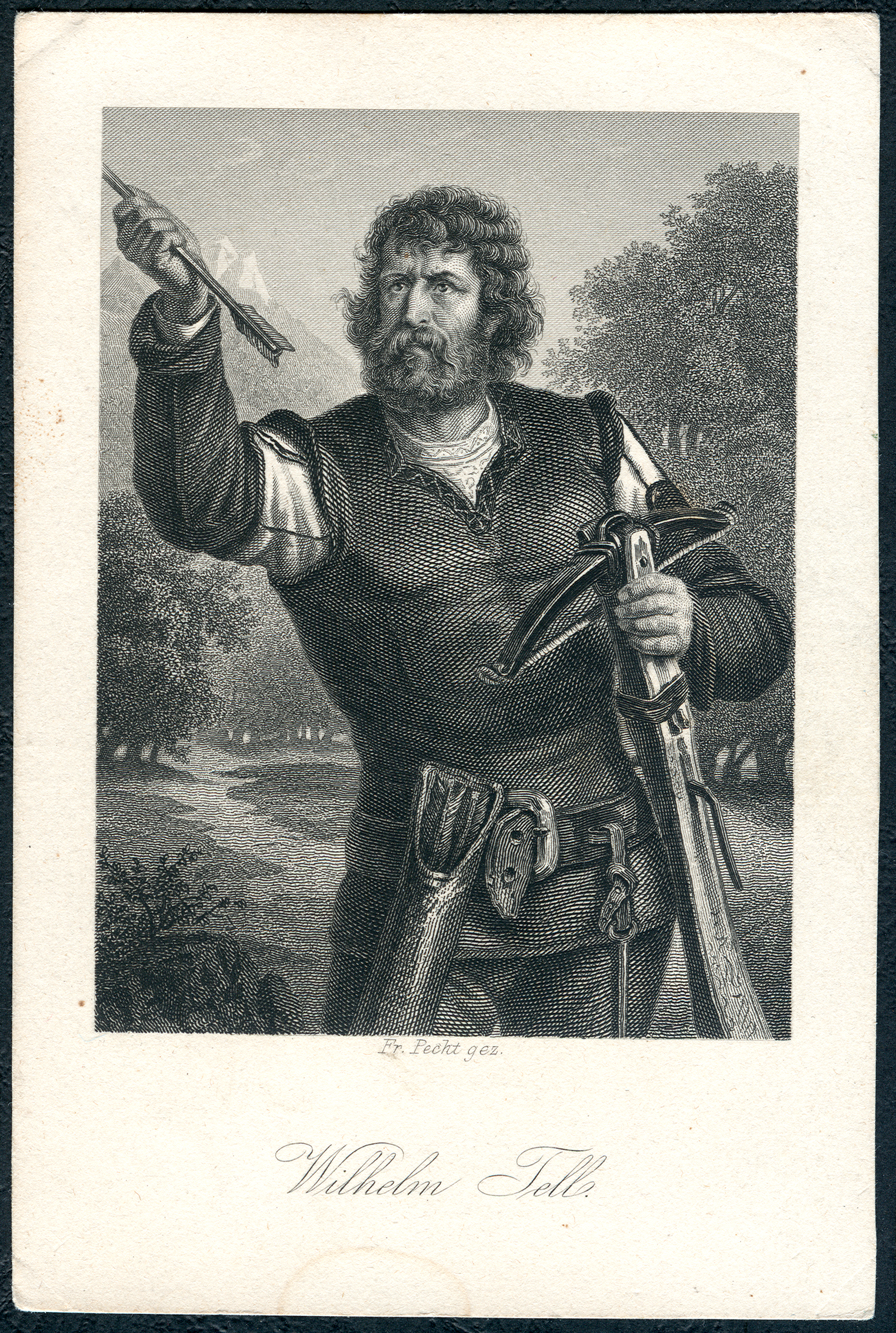
Vilém Tell

- Hermann Gessler, říšký fojt ze Schwyzu a Uri.
- Werner, baron z Attinghausenu.
- Ulrich z Rudenzu, jeho synovec.
- Berta z Brunecku, bohatá Gesslerva schovanka.
- Vilém Tell, vesničan z Uri.
- jeho synové:
  - Valter,
  - Vilém.
- Valter Fürst z Uri, Tellův tchán.
- Hedvika, žena Tellova a dcera Fürstova.
- Werner Stauffacher, statkář ze Schwyzu.
- Gertruda, jeho žena.
- Arnold z Melchthálu, vesničan z Unterwaldenu.
- Konrád Baumgarten, vesničan z Unterwaldenu.

### Děj hry
Hra začíná na skalnatém břehu jezera Vierwaldstättersee (Lucernské jezero). Pastýř Kuoni, lovec Werni a rybář Ruodi z Uri hovoří o přicházející bouři, když se objeví Konrád Baumgarten z Unterwaldenu a prosí je o pomoc. Je pronásledován habsburskými žoldáky za to, že zabil císařského fojta z Rossberku Wolfenschiessena, který chtěl zneuctít jeho ženu. Konrád se potřebuje dostat přes jezero, nikdo se ale neodvažuje převést ho přes rozbouřené vlny. Objeví se Vilém Tell, který je jediný. kdo má odvahu to zkusit, a s uprchlíkem v loďce odjíždí. Tlupa žoldáků dorazí pozdě a pomstí se tím, že přítomným spálí chalupy a pobije stáda.

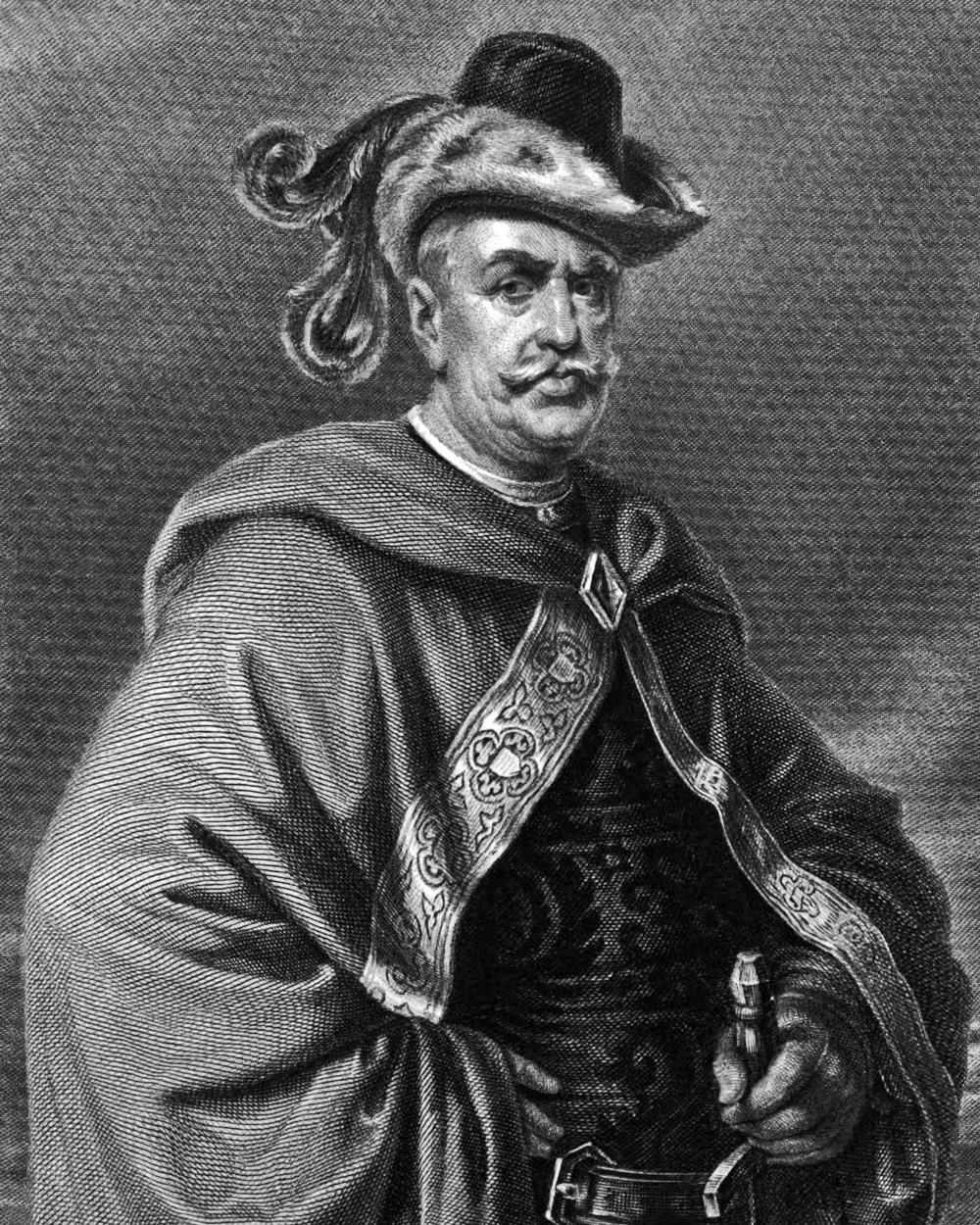
Hermann Gessler, říšský fojt

Vilém Tell ukryje Konráda Baumgartena v domě statkáře Wernera Stauffachera. Toho nenávidí a utiskuje císařský fojt Hermann Gessler ze Schwyzu a Uri, protože Stauffacher svým svobodným vystupováním ovlivňuje ostatní vesničany, aby se nenechali obírat o stará práva, která ještě jejich předkům udělil sám císař. Stauffacherova manželka Gertruda přesvědčí svého muže, aby uzavřel spojenectví s dalšími stejně smýšlejícími lidmi a postavil se proti habsburské tyranii. Stauffacher se tedy rozhodne odcestovat za svými přáteli, kteří se cítí stejně utlačováni jako on.
V Altdorfu, hlavním městě kantonu Uri, jsou sedláci a řemeslníci nuceni z příkazu fojta Gesslera stavět velkou pevnost, jejíž sklepení má sloužit jako vězení pro bouřící se obyvatelstvo. Gessler dále přikáže, aby byla uprostřed Altdorfu postavena tyč s jeho kloboukem, kterému musí každý, kdo jde kolem, vzdát pod trestem smrti čest tím, že před ním s obnaženou hlavou poklekne.
U Tellova tchána Valtera Fürsta v Uri najde útočiště Arnold Melchthál z Unterwaldenu, jehož starého otce nechal oslepit fojt Landenberg za malicherný přestupek jeho syna. Tento čin vyvolá takový hněv, že se Stauffacher, Fürst a Melchthál dohodnou, že rozpoutají ve svých kantonech povstání. Stauffacher se ale marně snaží přesvědčit Tella, aby se k nim přidal v boji proti habsburské tyranii. Tell se drží stranou, ale v případě potřeby slíbí pomoc.

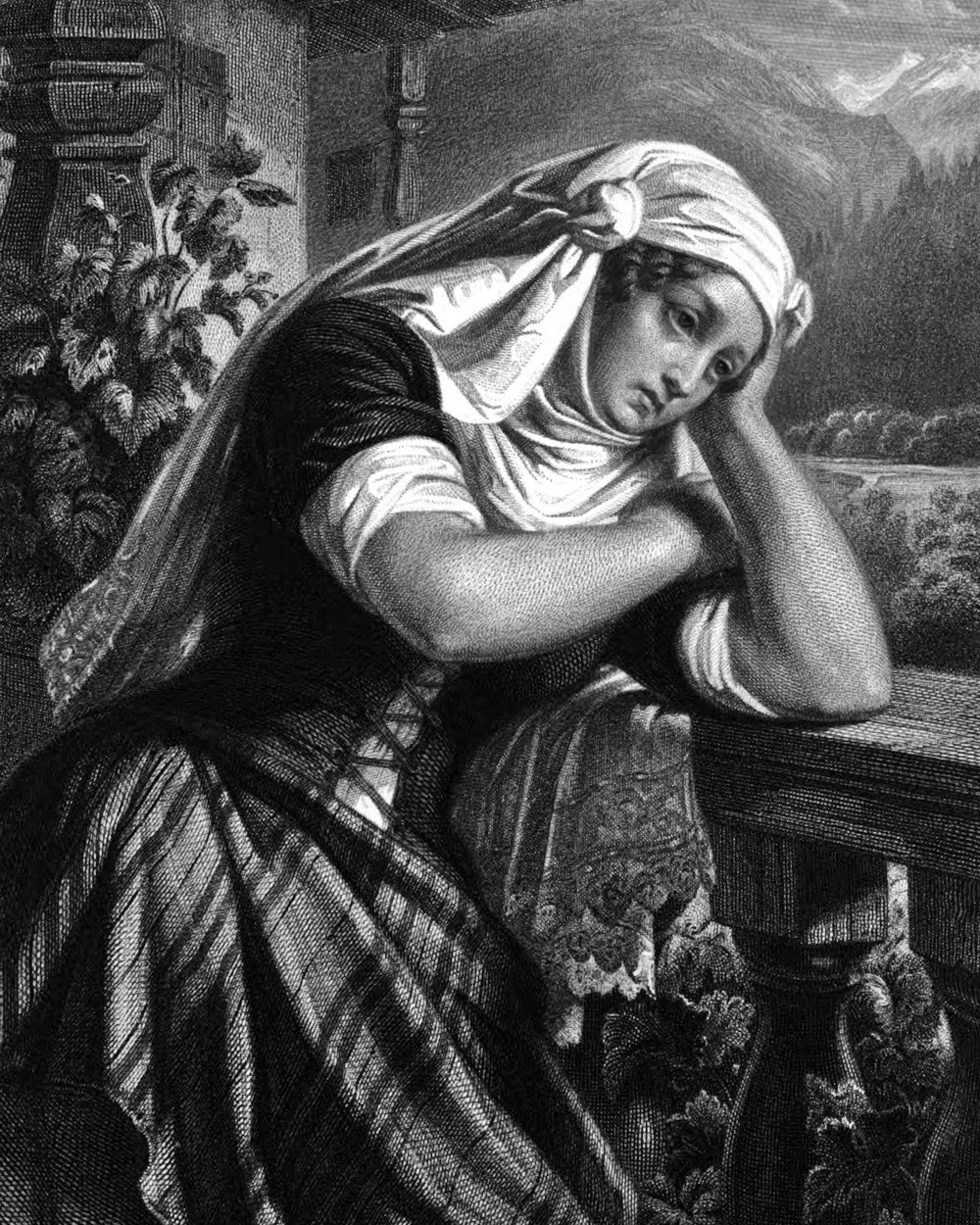
Hedvika, Tellova žena

Přítelem sedláků je starý baron z Attinghausenu, který vyjadřuje pochopení pro nespokojenost lidu. Jeho synovec a dědic Ulrich z Rudenzu se ale spojí s Gesslerem, protože obdivuje nádheru jeho dvora a navíc miluje jeho bohatou schovanku Bertu z Brunecku. Baron ho marně varuje, že zrazuje svůj lid a že Gessler Bertu využívá pouze jako návnadu. Ulrich na baronovo varování nedbá, ale nakonec se od samotné Berty dozví, že ho může milovat pouze, pokud se zapojí do boje za osvobození vlastního lidu z Gesslerova sevření a nestane se zrádcem. 

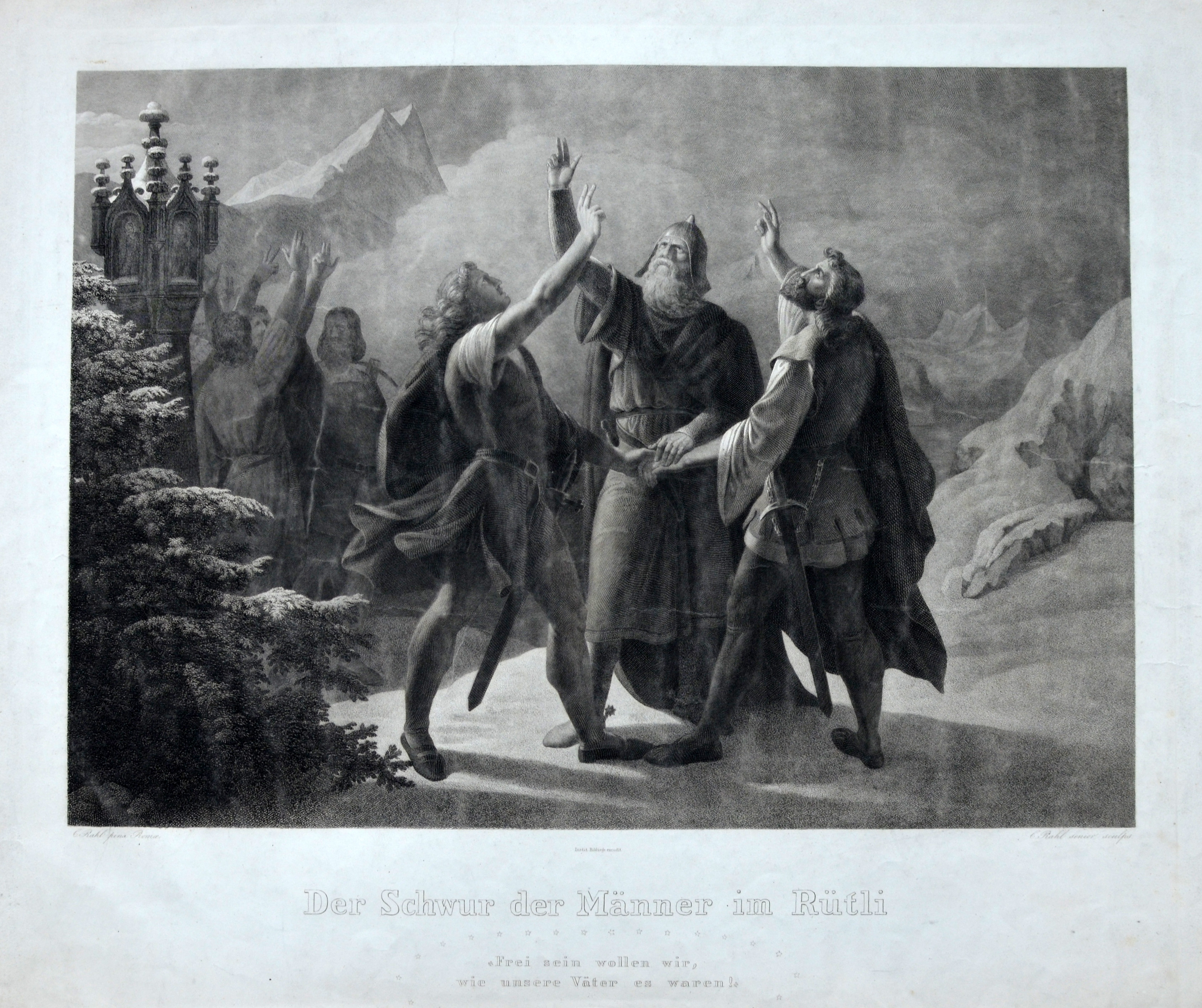
Přísaha na Rütli

Stauffacher, Fürst, Melchthál a další spiklenci z Uri, Schwyzu a Unterwaldenu se v noci scházejí na horské louce Rütli. Slavnostně zde složí společnou přísahu, že vyženou habsburské okupační síly, a že založí Švýcarskou konfederaci.
Tell se svým synem Valtrem jde do Altdorfu navštívit svého tchána Fürsta. Nepozdraví Gesslerův klobouk, stráže jej zatknou a několik sedláků se jej snaží zachránit. Objeví se samotný Gessler se svou družinou a požaduje od Tella vysvětlení, na to Tell říká, že šlo o nedopatření. Gessler poznamená, že slyšel, že Tell je mistrem kuše a malý Valter se chlubí, že jeho otec dokáže trefit jablko na sto kroků. Na to Gessler Tellovi přikáže, že musí sestřelit jablko ze synovy hlavy. Pokud to odmítne, zaplatí to životem on i jeho syn.

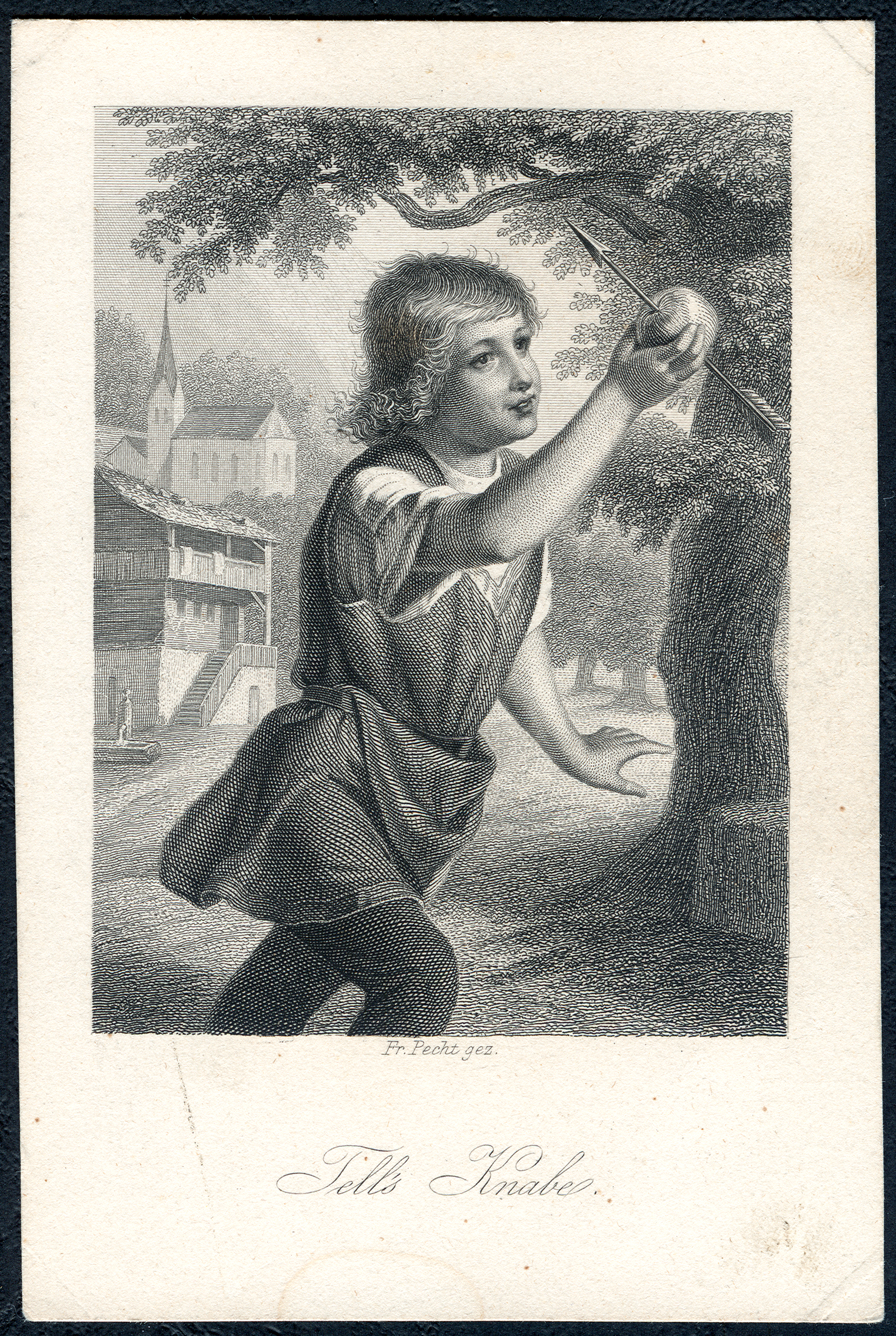
Valter, Tellův syn

Všichni kolem jsou zděšeni. Tell padá na kolena, prosí Gesslera, aby odvolal tak barbarský příkaz a nabízí svůj život. Marně ho prosí Fürst, který nabízí fojtovi svůj majetek, prosí jej i Berta a Ulrich ostrými slovy vyčte Gesslerovi, že zneužívá své pravomoci. Mezitím však Tell vyjme dva šípy ze svého toulce a jedním jablko ze synovy hlavy sestřelí. Gessler se ptá, nač si Tell vzal ten druhý šíp a slibuje mu, že se mu nic nestane, když mu poví pravdu. Tell mu tedy odpoví, že pokud by prvním šípem zasáhl svého syna, tak by druhým zabil jeho. Gessler se vykroutí ze svého slibu a přikáže Tella svázat a odvést ho lodí přes jezero do vězení v Küssnachtu. 

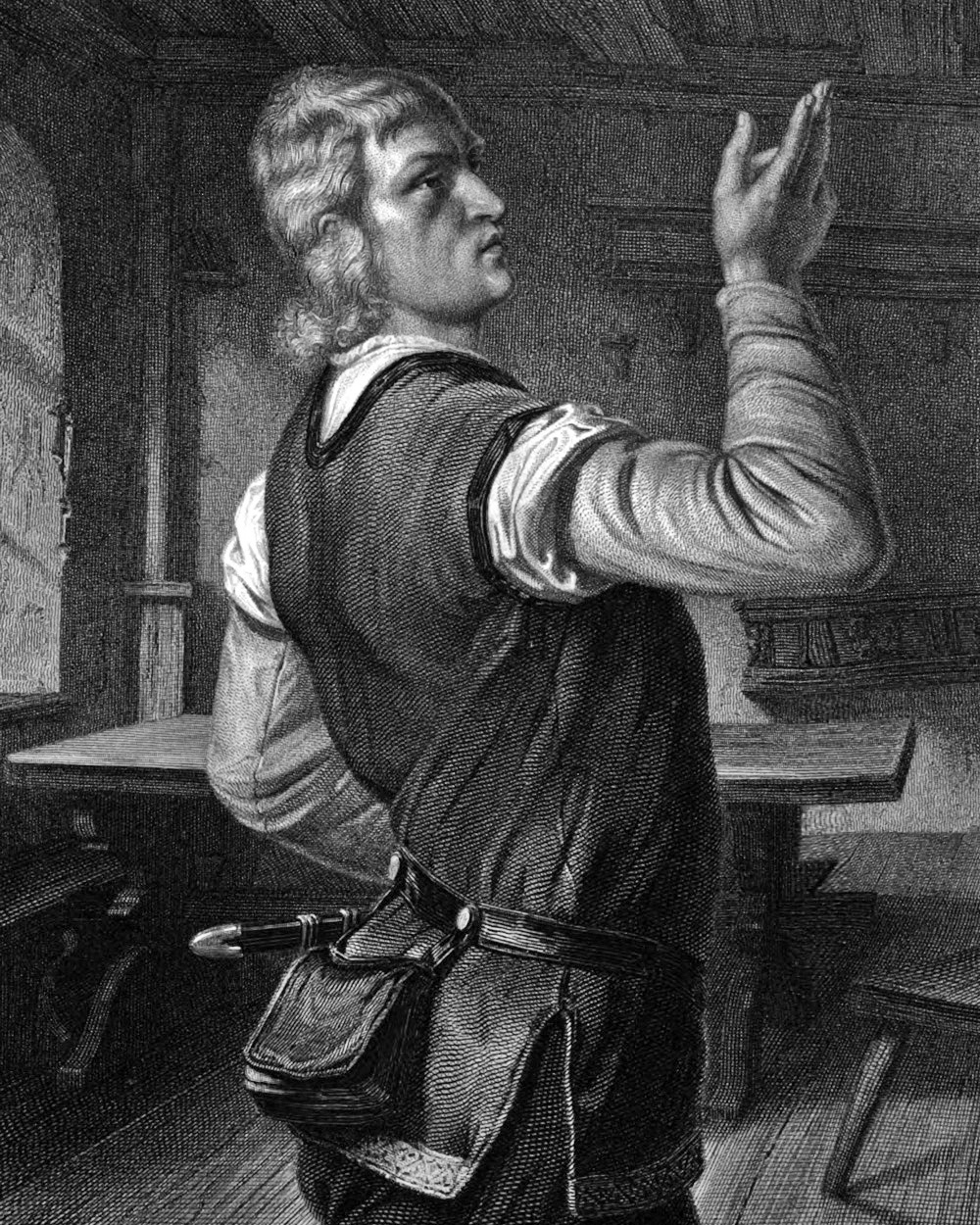
Arnold z Melchthálu

Na jezeře vypukne bouře a během ní se podaří Tellovi uprchnout, když jej vojáci rozváží, aby jim pomohl řídit loď na rozbouřené hladině. Vydá se zkratkou do Küssnachtu a v horském průsmyku čeká na Gesslera, který tudy musí projet. V okamžiku kdy Gessler hrozí, že koněm přejede ženu, která jej prosí za svého uvězněného manžela, srazí jej Tellův šíp.
Baron z Attinghausenu umírá, obklopen na svém zámku sedláky ze tří horských kantonů. Stařec jim říká, že odchází z tohoto světa se smutkem v srdci kvůli své nesvobodné vlasti, Když mu sedláci prozradí tajemství, že uzavřeli na Rütli spojenectví a budou společně bojovat proti tyranii, baron se raduje a umírá s nadějí, že i šlechtici, doposud lhostejní k osudu vlasti, složí přísahu věrnosti Švýcarsku.
Objeví se baronův synovec Ulrich. Přišel pozdě k lůžku umírajícího, ale nad tělem zesnulého strýce přísahá věrnost svému lidu. Žádá, aby bylo povstání urychleno, protože jeho snoubenka Berta byla unesena, aby byla přinucena ke sňatku s někým, koho jí Gessler vybral. Všichni souhlasí a považují Ulricha nejen za svého feudálního pána, ale i za svého vůdce.

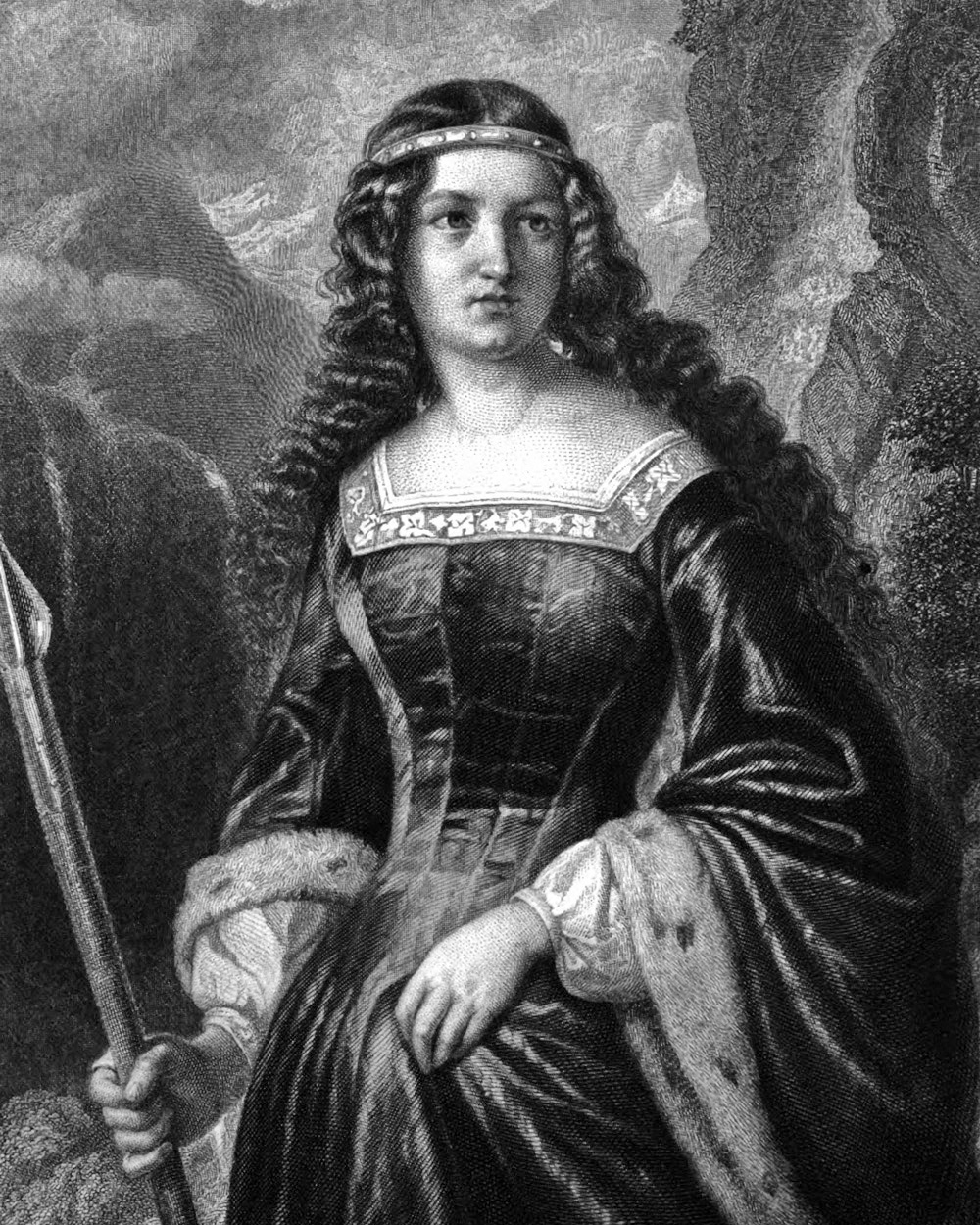
Berta z Brunecku

Na vrcholcích hor se zapalují signální ohně, obyvatelé Uri se ozbrojí a spěchají zničit pevnost v Altdorfu. Na ulici se objeví Valter Fürst a Melchtál mu vypráví, jak v noci s Ulrichem překvapivým útokem dobyli hrady Sarnen a Rossberg a zapálili je. Gesslerův panoš však začal křičet, že na Rossbegku je vězněna slečna Berta, která tam uhoří. Ulrich se vřítil do ohně a na poslední chvíli vynesl svou nevěstu z hradu. Samotný Melchtál dostihl fojta Landenberga, na jehož rozkaz oslepili jeho otce. Chtěl jej zabít, ale otec ho požádal, ať nechá zločince jít.
Lidé slaví vítězství a Gesslerův klobouk se pro ně stává symbolem svobody. Přichází Rösselmann, farář z Uri, se zprávou, že císař Albrecht I. byl zavražděn svým synovcem, švábským vévodou Janem Habsburským, zvaným Parricida (otcovrah), a několika jeho společníky. Důvodem bylo, že mu císař zadržoval dědictví.
Objeví se říšský posel a oznamuje, že císařská vdova Alžběta žádá o vydání zločinců, kteří se údajně ukrývají ve švýcarských horách. To všichni odmítnou, protože by museli vrahy císaře hledat, a k tomu nemají žádné chuti, když jim Albrecht neprojevil žádnou přízeň a nesplnil jim ani jednu z oprávněných proseb, které mu poslali.
V domě Tella žádá potulný mnich o přístřeší. Ve skutečnosti je to vévoda Jan, který hledá u Tella pochopení, protože stejně jako on zabil svého nepřítele. To Tell odmítá a je připraven Jana vyhnat ze svého domu, protože ziskuchtivou vraždu nelze srovnávat se sebeobranou otce. Nakonec však Tell neodkáže bezútěšného člověka odstrčit, a proto mu ukáže cestu přes hory do Itálie k papeži, který jediný může pro zločince najít útěchu.
Hra končí slavností. Všichni se radují ze svobody a děkují Tellovi, že je zbavil utlačovatele. Berta oznamuje Ulrichovi svůj souhlas se sňatkem a Ulrich dává svobodu všem svým poddaným.

## Adaptace

### Hudba

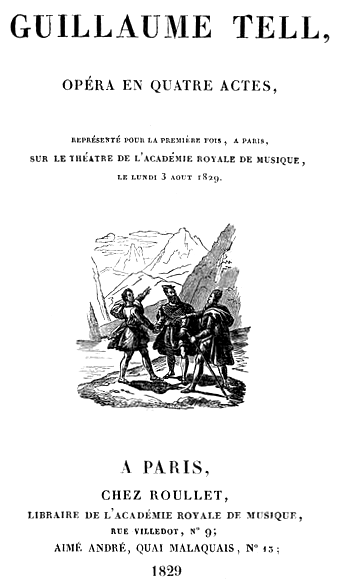
Titlní strana libreta Rossiniho opery Vilém Tell

- Vilém Tell (1829, Guillaume Tell), opera o čtyřech dějstvích na francouzské libreto (autoři Étienne de Jouy a Hippolyte Bis) od italského hudebního skladatele Gioacchina Rossiniho.[4]

### Film a televize
- Guillaume Tell (1900), francouzský němý film , režie Alice Guy.
- Guillaume Tell (1903), francouzský němý film, režie Lucien Nonguet.
- Guillaume Tell (1908),  francouzský němý film, režie Albert Capellani.
- Guglielmo Tell (1911), italský němý film, režie Ugo Falena.
- Wilhelm Tell (1912), švýcarský němý film, režie Georg Wäckerlin.
- Die Entstehung der Eidgenossenschaft (1924, Vznik Konfederace), švýcarsko-americký němý film, režie Emil Harder.
- Wilhelm Tell (1934), německý film, režie Heinz Paul.
- Guglielmo Tell, italský film, režie Giorgio Pastina.
- William Tell (1953), britský film, režie Jack Cardiff.
- Wilhelm Tell (1956), rakouský film, režie Alfred Stöger.
- William Tell (1958-1959), britský televizní seriál, režie Ralph Smart, Peter Maxwell a Terry Bishop.
- Wilhelm Tell (1960), švýcarský film, režie Michel Dickoff.
- Mr. Magoo's William Tell (1964), epizoda z amerického animovaného televizního seriálu The Famous Adventures of Mr. Magoo (Slavná dobrodružství pana Magoa), režie Abe Levitow.
- Wilhelm Tell (1966), západoněmecký televizní film, režie Ettore Cella a Karl Vibach.
- Wilhelm Tell (1990), rakousko-německý televizní film, režie C. Rainer Ecke, Claus Peymann a Airan Berg.
- Guillaume Tell (2003), francouzský televizní film, režie François Roussillon, zpracování opery Gioacchina Rossiniho.
- Wilhelm Tell (2004), švýcarsko-německý televizní film, režie Stephan Märki.
- Guillaume Tell (2015), britský televizní záznam opery Gioacchina Rossiniho z londýnské Královské opery, režie Jonathan Haswell.[5]

## Česká vydání a inscenace (výběr)
- Vilém Tell, Jindřichův Hradec: A. Landfras a syn 1879, přeložil Josef Liboslav Ziegler, kniha vyšla v edici Divadla pro děti s loutkami.
- Vilém Tell, Praha: Jaroslav Pospíšil 1892, přeložil Jaroslav Vrchlický.
- Vilém Tell, in Nevěsta messinská, Vilém Tell, Dimitrij, Poezie, Praha: SNKLU 1963, přeložil Vladimír Šrámek.
- Vilém Tell, inscenace Divadla F. X. Šaldy v Liberci, premiéra 25. září 1993, přeložil Vladimír Šrámek, režie Pavel Harvánek, v titulní roli Ladislav Dušek.[6]
- Vilém Tell, Praha: Městská knihovna v Praze 2011, přeložil Jaroslav Vrchlický, elektronická kniha.[7]